# تصنيف بافيت
يهدف تصنيف بافيت في الغالب الى تصنيف الشركات الصناعية الكبيرة على طول مسارات التغير التكنولوجي وفقًا لمصادر التكنولوجيا، ومتطلبات المستخدمين، ونظام التخصيص (Pavitt 1984). يسعى التصنيف إلى فرز أنماط الابتكار وفقا للمجموعات القطاعية المختلفة وتدفق المعرفة بين هذه المجموعات. اقترح هذا التصنيف للمرة الاولى على يد الباحث كيث بافيت في جامعة ساسكس ويتم تطبيقه منذ ذلك الحين في أبحاث الابتكارات لوصف وفرز الصناعات والشركات فيها . وفقًا لكاستيلاتشي (2008)، "إن نموذج بافيت للروابط بين الموردين المتخصصين في العلم والصناعات ثقيلة الحجم والتي يهيمن عليها الموردون يوفر وصفًا مبسطًا وقويًا للمجموعات الأساسية في القطاعات الصناعية التي حافظت على نمو الاقتصادات المتقدمة خلال العصر الفوردي."

## تصنيف بافيت
يتكون تصنيف بافيت من أربع فئات من الشركات الصناعية:
1. هيمنة الموردين : تشمل شركات قطاع الصناعات التحويلية التقليدية مثل المنسوجات والزراعة التي تعتمد على مصادر الابتكار خارج الشركة.
2. كثيفة النطاق : تتميز بشكل رئيسي بالشركات الكبيرة التي تنتج المواد الأساسية والسلع الاستهلاكية المعمرة ، مثل قطاع السيارات. قد تكون مصادر الابتكار داخلية وخارجية للشركة بمستوى متوسط من التخصيص.
3. الموردون المتخصصون : شركات أصغر وأكثر تخصصًا تنتج التكنولوجيا ليتم بيعها لشركات أخرى، على سبيل المثال إنتاج الآلات المتخصصة والأدوات عالية التقنية. هناك مستوى عال من التخصيص بسبب الطبيعة الضمنية للمعرفة.
4. القائمة على العلوم : شركات التكنولوجيا الفائقة [الإنجليزية] التي تعتمد على البحث والتطوير من مصادر داخلية وأبحاث جامعية، بما في ذلك صناعات مثل الأدوية والإلكترونيات . تقوم الشركات في هذا القطاع بتطوير منتجات أو عمليات جديدة وتتمتع بدرجة عالية من إمكانية التخصيص من خلال براءات الاختراع والسرية والمعرفة الضمنية .

## أنظر أيضا
- ابتكار
- نظام الابتكار